# Mittelpersische Sprache
Mittelpersisch (mittelpersische Eigenbezeichnung: Pārsīg), auch als Pahlavi(-Sprache) oder Pehlewi (Pehlevi) bezeichnet, war eine vom 1. Jahrhundert v. Chr. bis ins 11. Jahrhundert n. Chr. bezeugte mitteliranische Sprache, aus der sich, nach der arabischen Eroberung Persiens, neben anderen iranischen Sprachen die heutige neupersische Sprache entwickelt hat. Sie ist in einer Variante der aramäischen Schrift in Pahlavi-Schriften und der Psalterschrift erhalten.

## Verbreitungsgebiet
Ursprünglich ist Mittelpersisch in der südwestiranischen Provinz Persis/Pars (heute Fars) und angrenzenden Regionen beheimatet; es war nach dem Untergang des Achämenidenreiches in parthischer Zeit schrittweise aus dem Altpersischen hervorgegangen und ist bis zum 8./9. Jahrhundert n. Chr. als lebende Sprache erhalten geblieben. Im spätantiken Sassanidenreich (224–651 n. Chr.) diente Mittelpersisch als Amts- und Verkehrssprache. Aber auch als diese Sprache nach der Islamisierung Irans ins Neupersische übergegangen war, ist das Mittelpersische als „tote“ bzw. archaisierende Sakralsprache von den Zoroastriern Irans bis ins 10., von den Manichäern in Zentralasien (in der Turfanoase in Chinesisch-Turkestan) bis ins 13. Jahrhundert n. Chr. verwendet worden.

## Material
Die überwiegende Zahl der Zeugnisse des Mittelpersischen – das man früher allgemein und teils auch heute noch unpräzise als Pahlavi bezeichnet (hat) – stammt aus der Sassanidenzeit oder aus einer Epoche, als diese Sprache im 9. (und 10.) Jahrhundert eine gewisse Renaissance erlebte (angesichts der zunehmenden Islamisierung Persiens bemühten sich die Zoroastrier um 800 verstärkt um eine Bewahrung und Verschriftlichung ihres Erbes). Die mehr als tausendjährige Verwendung und Bezeugung dieser Sprache und ihre Verbreitung weit über ihre südwestiranische Heimat hinaus sind der Grund dafür, dass diese Zeugnisse zum Teil unterschiedliche Dialektausprägungen und sprachgeschichtliche Entwicklungen bezeugen. So zeichnet sich etwa die Sprache der im 9. und 10. Jahrhundert n. Chr. entstandenen zoroastrischen Bücher, das so genannte Buch-Pahlavi, durch eine größere Zahl von parthischen Lehnwörtern aus als die manichäischen Texte, deren Sprache das Mittelpersische wohl sozusagen in seiner ursprünglichen, provinziellen Reinheit verkörpert. Die zoroastrischen Texte reflektieren dagegen die spätsassanidische Sprachform, die jahrhundertelang, insbesondere unter den Arsakiden, parthischen Einflüssen in den Bereichen der administrativen, militärischen und teilweise auch religiösen Terminologie ausgesetzt gewesen war – hatte das Parthische sich doch unter den Arsakiden über ganz Iran als allgemeine Verkehrs- und Kultursprache verbreitet, zu einer Zeit, als das Mittelpersische noch auf Pars beschränkt war. Auch nach der Machtübernahme der persischen Sassaniden im 3. Jahrhundert n. Chr. behielten viele parthische Adelsgeschlechter ihre Macht, so dass sich Parthisch und Persisch weiter gegenseitig beeinflussten. Und auch bereits im vorsassanidischen Mittelpersisch sind parthische Beeinflussungen anzunehmen; auch dies ist einer der Gründe dafür, dass das Altpersische der Achaimenideninschriften und das Mittelpersische sprachliche Unterschiede aufweisen, dass dieses also jenes nicht unmittelbar fortsetzt.
Außer kurzen Münzlegenden (auf Münzen des 1. Jahrhunderts v. Chr. der Herrscher von Fars bzw. Persis) gibt es praktisch keine Sprachzeugnisse aus der Zeit vor dem 3. Jahrhundert n. Chr., in dem dann aber die frühsassanidischen Fels- und Steininschriften gleich einen besonderen Akzent setzen. Ihrem Umfang und ihrer Bedeutung nach ragen unter diesen in Lapidarschrift geschriebenen Texten die Inschriften der Könige Schapur I. an der Ka'ba-yi Zarduscht (dreisprachig) und Narseh von Paikuli (zweisprachig) sowie die des Oberpriesters Kartir hervor. Den übrigen Königs- oder Privatinschriften – dies sind meist Grabinschriften in kursivem Duktus – kommt ebenso wie den Münzlegenden (bis ins 10. Jahrhundert), den Inschriften auf Siegeln, Gemmen und Bullen sowie den Gefäßinschriften aus sprachlicher Sicht geringere Bedeutung zu. Juristische und administrative Urkunden sind nur in beschränkter Zahl erhalten: einige Pergamenturkunden aus Dura Europos (aus der Besatzungszeit im 3. Jahrhundert), etliche Papyri aus Ägypten (aus der Besatzungszeit zu Beginn des 7. Jahrhunderts) sowie nachsassanidische Ostraka aus Iran. Nur sehr vereinzelt finden sich mittelpersische Inschriften auch im römischen Machtbereich.
Die einst reichhaltige mittelpersische Literatur der Sassanidenzeit ist heute weitestgehend verloren. Von den bekannten Buchtexten in mittelpersischer Sprache ist der älteste ein in Bulayiq (Turfanoase) gefundenes Fragment einer Übersetzung der Psalmen des Alten Testaments. Die Entstehungszeit muss nach Schrift und Sprache jünger sein als die großen Felsinschriften des 3. Jahrhunderts, lässt sich aber innerhalb der Sassanidenzeit nicht mit Sicherheit weiter eingrenzen. Sehr viel umfangreicher sind die Texte der Zoroastrier, die von spätsassanidischer Zeit (6. Jahrhundert) an aufgezeichnet wurden, aber nur in viel jüngeren Handschriften (seit dem 14. Jahrhundert) erhalten geblieben sind. Sie umfassen eine Übersetzung großer Teile des Avesta-Corpus, weitere religiöse und didaktische Literatur, aber auch profanes Schrifttum. Die dogmatischen und juristischen Traktate, die die Hauptmasse dieser Bücher ausmachen, sind aber erst während der schon kurz angesprochenen Pahlavi-Renaissance in nachsassanidischer Zeit entstanden. Ebenfalls bis ins 3. Jahrhundert n. Chr. zurück reicht die auf Mittelpersisch geschriebene manichäische Literatur, die der Religionsstifter Mani (216–277) selbst begründet hat, von dessen dem König Schapur (Schabuhr) I. gewidmeter Schrift Schabuhragan längere Bruchstücke erhalten sind. Zahlreiche weitere Werke dogmatischen und homiletischen Inhalts sowie Hymnen von Mani, seinen Schülern und viel späteren Anhängern sind aus Turfan fragmentarisch bekannt geworden.

## Schrift

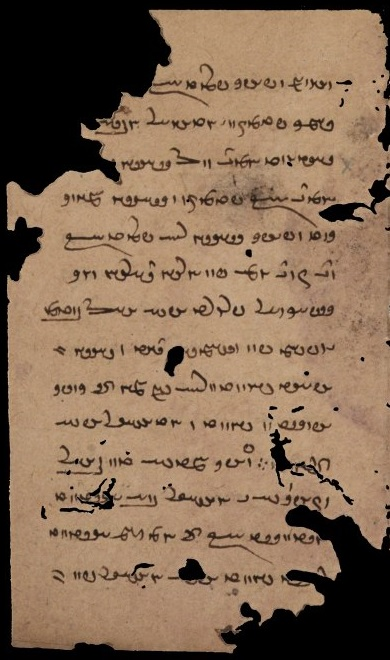
Pahlavi Codex MK. Karnamag-i Ardaschir-i Pabagan. Pahlavi-Buchschrift.

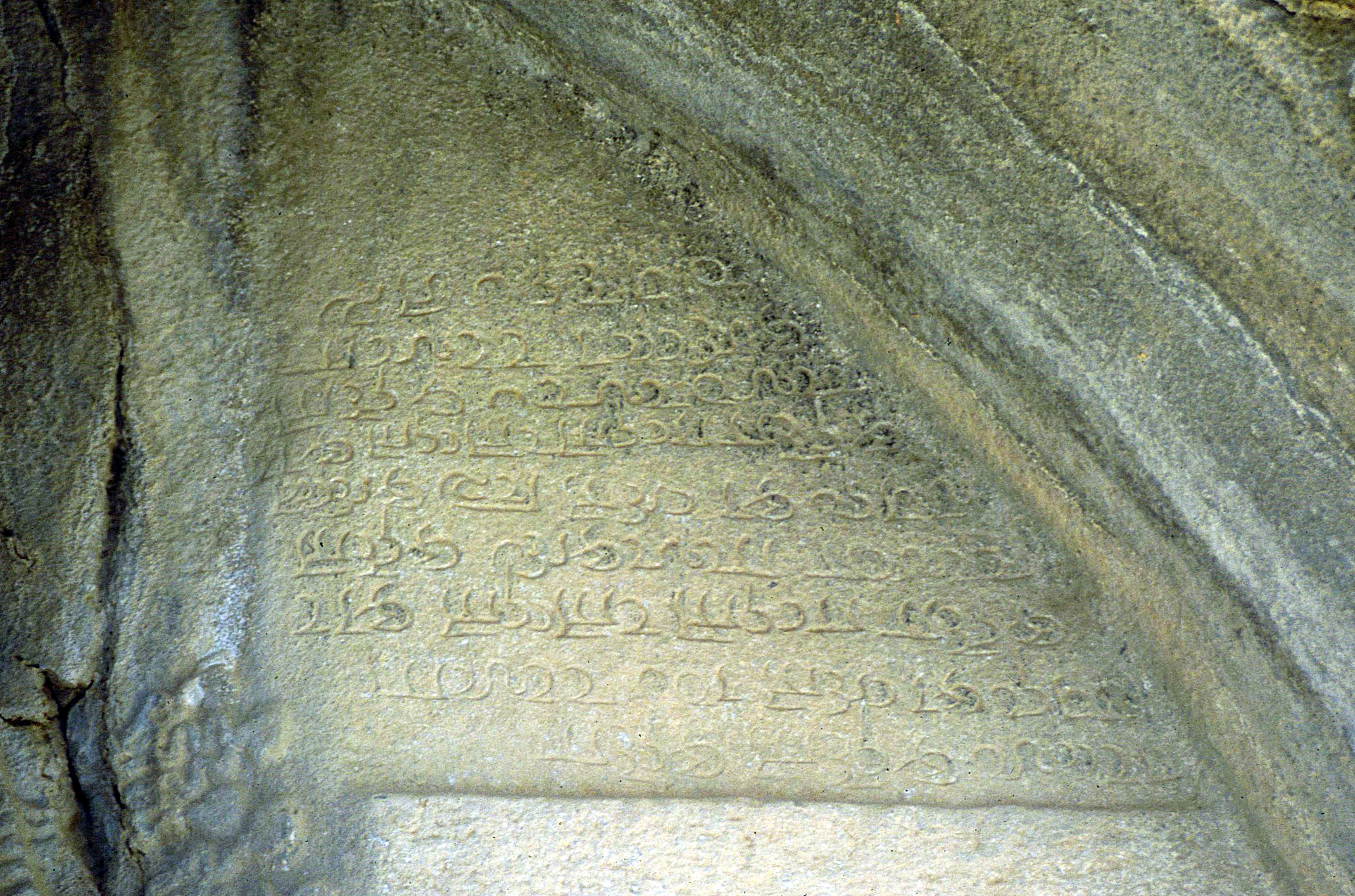
Inschrift von Schapur III., Taq-e Bostan. Inschriftliche Pahlavi-Schrift.

Abgesehen von den manichäischen Texten, für deren Aufzeichnung die sehr lautgetreue manichäische Schrift Verwendung fand, sind alle mittelpersischen Textzeugnisse bis zum Untergang des Sassanidenreiches in dem auf das Aramäische zurückgehenden heterographischen Schriftsystem geschrieben, dessen spezifisch persische Variante (der Inschriften, Münzen, Papyri, Bücher usw.) traditionell Pahlavi-Schrift genannt wird. Wenn diese Schrift auch immer weiter vereinfacht wurde und ihre Zeichenformen sich in der kursiven Buchschrift, die Buch-Pahlavi genannt wird, einander stark annäherten – die Komplexität des Systems wird aber durch die Zahl von fast 1000 Heterogrammen verdeutlicht –, so ist doch ihr Hauptcharakteristikum der Archaismus: Die bis zu den jüngsten Texten praktisch unveränderten Schreibkonventionen spiegeln nämlich den Sprachzustand der Arsakidenzeit wider und entsprachen nicht den aktuellen Verhältnissen. Auf den Lautstand der so geschriebenen Texte ist nur durch den Vergleich mit den anderen Quellen zu schließen. Weil in nachsassanidischer Zeit die Kenntnis dieser Schrift aber nach und nach verloren ging, wurden zoroastrische Texte dann teilweise auch im avestischen oder im neupersischen Alphabet aufgezeichnet. Man nennt diese mechanischen Umsetzungen Pasand- bzw. Parsi-Texte und kann ihnen mitunter aufschlussreiche Hinweise auf den tatsächlichen Lautstand dieser späten Zeit entnehmen.
Die Probleme der Umschreibung (sei es einer eindeutigen Transliteration oder einer interpretierenden Transkription) dieser Schrift, für die ein einheitliches Verfahren bis heute nicht gefunden wurde, sind groß.

## Überblick über die mittelpersische Grammatik

### Nomen
Numerus
Das Mittelpersische besitzt Singular und Plural. Der Singular wird nicht markiert. Der Plural wird oft markiert durch die Suffixe
 -ān aus altpersisch -ānam

-īhā

Singularformen können nach Zahlwörtern oder quantitativen Pronomina Plurale bezeichnen:

Beispiel:
dō bunistag "2 Urprinzipien"

was kas "viele Leute"
Darüber hinaus kennt das Mittelpersische das Abstraktsuffix -īh, welches auch als Kollektivum bzw. Plural fungiert:

zanīh "Frauen"

gurgīh "Wölfe"

šēdaspīh "Römer" (eigl. "weiße Pferde habend")
Kasus
Das Mittelpersische unterscheidet, jedoch nicht konsequent und in den späteren Texten immer weniger eine direkte (Nominativ; entstanden aus dem Nominativ altpersisch Singular -a, avestisch -ō) und eine oblique Form (alle anderen Kasus, aus altpersisch Genitiv Singular -ahyā, avestisch -ahe; Genitiv Plural -ā/ī/ūnām):

| *as "Pferd" | Singular | Plural |
| dir.        | as       | as     |
| obl.        | asē      | asān   |

Daneben haben sich bei r-Stämmen die folgenden Markierungen erhalten
| brād "Bruder" | Singular | Plural   |
| dir.          | brād     | brādar   |
| obl.          | brādar   | brādarān |

Adjektive finden sich neben einfachen Adjektiven als Komposita, Partizipien, Nomina agentis. Adjektive flektieren wie Substantive. Die Wortstellung ist optional:

frēstagān wuzurgān = wuzurgān frēstagān
Wortfolge bei Nomina
A) Das regierende Nomen geht dem abhängigen Nomen voran:

1. Mit Relativpartikel (Ezāfe):

xwadāy ī xwadāyān "Herr der Herren"

dēn ī weh "die gute Religion"

pus ī man "mein Sohn"

2. Ohne Relativpartikel:

pusān rōšnān "Söhne der Lichter"'

šahryār wuzurg "der große Prinz"

Wenn das regierende Nomen mit dem unbestimmten Artikel markiert ist, entfällt die Ezāfe:
dast-ē jām "eine handvoll Pokale"

 kanīzag-ē weh "ein gutes Mädchen"

B) Das abhängige Nomen geht dem regierenden voran:

ērān šahr "Land der Iraner"

ādarān šah "König der Feuer"

garm xwarišn "warmes Essen"

man pus "mein Sohn"

Beispielsatz für ein Relativpronomen als Akkusativobjekt:

u-mān mā bar ō gumāngarīh "Und führe uns nicht in Versuchung"

### Adjektive
können gesteigert werden:
A) Komparativ: -tar, -dar (nach Vokal, r m n)

Als Komparationsartikel fungieren az und kū

az wad wattar "schlechter als schlecht"

kam wattar ast kū "es ist weniger schlecht als"

B) Superlativ: -tom, -dom (nach Vokal, r m n)

Einige Adjektiva nehmen ein Superlativsuffix -ist: wahišt "Paradies".

### Verben
verbale Personalendungen im Präsensstamm
|        | Indik.   | Konj. | Imper. | Opt. |
| 1. Sg. | -ēm      | -ān   | -tom   | -ēn  |
| 2. Sg. | -ēh      | -āy   | -ø     |      |
| 3. Sg. | -ēd      | -ād   |        | -ēh  |
| 1. Pl. | -om, -ēm |       |        |      |
| 2. Pl. | -ēd      | -ād   | -ēd    |      |
| 3. Pl. | -ēnd     | -ānd  |        |      |

Kopula
| sein   | Indik. | Konj. | Opt. | Imper. | Imperf. |
| 1. Sg. | hēm    |       |      |        |         |
| 2. Sg. | hē     |       |      | bāš    |         |
| 3. Sg. | ast    | hām   | hē   |        | anād    |
| 1. Pl. | hōm    |       |      |        |         |
| 2. Pl. | hēd    | hān   |      | bāwēd  |         |
| 3. Pl. | hēnd   | hānd  |      |        | anānd   |

Partizip des Präsens

-āg und -ān, und erstarrte Bildungen auf -and.

Partizipium necessitatis oder Verbalnomen -išn.

Partizipium der Vergangenheit -t, -tag

Zusammen mit der Kopula bilden die Partizipien der Vergangenheit die Vergangenheitstempora.

Infinitiv: -tan